# Alesanco
Alesanco é um município da Espanha
na província e comunidade autónoma de La Rioja, de área 17,22 km² com população de 437 habitantes (2004) e densidade populacional de 25,38 hab/km².

## Demografia
| Variação demográfica do município entre 1991 e 2004 | Variação demográfica do município entre 1991 e 2004 | Variação demográfica do município entre 1991 e 2004 | Variação demográfica do município entre 1991 e 2004 |
| --------------------------------------------------- | --------------------------------------------------- | --------------------------------------------------- | --------------------------------------------------- |
| 1991                                                | 1996                                                | 2001                                                | 2004                                                |
| 579                                                 | 510                                                 | 481                                                 | 437                                                 |